# Taggamarant
Taggamarant (Amaranthus spinosus) är en växt tillhörande amarantsläktet.